# Badis ferrarisi
Badis ferrarisi е вид бодлоперка от семейство Badidae. Видът не е застрашен от изчезване.

## Разпространение
Разпространен е в Индия (Манипур) и Мианмар.

## Описание
На дължина достигат до 3,7 cm.